# Hans-Heinrich Wolf (Theologe)
Hans-Heinrich Wolf (manchmal auch Hans Heinrich Wolf; * 12. Mai 1911 in Bethel (heute Stadtteil von Bielefeld); † 25. August 1987 in Bochum) war ein deutscher evangelischer Theologe.
Nach dem Abitur an der Klosterschule Ilfeld studierte Wolf ab 1932 Musikwissenschaft und Evangelische Theologie in Heidelberg, Tübingen, Bonn, Basel und Bethel. 1937 legte er beim Bruderrat der westfälischen Bekennenden Kirche das 1. Theologische Examen ab und übernahm anschließend eine Assistentenstelle an der Theologischen Schule Bethel (bei Edmund Schlink). Auf das Vikariat in Bochum-Hamme und das 2. Theologische Examen im Sommer 1939 folgte eine Tätigkeit als Hilfsprediger in Witten-Annen und als Leiter des Studentenamtes der Bekennenden Kirche in Westfalen. An der Universität Halle wurde er 1940 zum lic. theol. promoviert (Dissertation: Die Einheit des Bundes. Das Verhältnis von Altem und Neuem Testament bei Calvin, Doktorvater: Ernst Wolf). Von September 1940 bis Juni 1945 war er Soldat. Nach kurzer pfarramtlicher Tätigkeit in Bergkirchen bei Bad Oeynhausen wurde er im September 1945 an das Predigerseminar der Evangelischen Kirche von Westfalen (damals in Brackwede) berufen, das von Edmund Schlink geleitet wurde, und übernahm nach dessen Berufung an die Universität Heidelberg im Mai 1946 die kommissarische Leitung des Predigerseminars. Noch im selben Jahr wurde er als Dozent an die Kirchliche Hochschule Bethel berufen, wo er 1947 zum Professor für Ökumenische Theologie aufstieg. Daneben leitete er das Pastoralkolleg der Evangelischen Kirche von Westfalen in Villigst. 1955 wurde er Direktor des Ökumenischen Instituts Bossey und assoziierter Professor für Ökumenische Theologie an der Universität Genf. 1965 wurde er zum Professor an die neugegründete Evangelisch-Theologische Fakultät der Ruhr-Universität Bochum berufen und wirkte noch vor dem offiziellen Antritt seiner Stelle im Jahr 1966 an der Gründung des Ökumenischen Instituts Bochum, dessen Leitung mit seinem Lehrstuhl verbunden war. 1979 wurde er emeritiert.
Wolf gehörte seit 1959 zum Herausgeberkreis der Buchreihe Die Kirchen der Welt.

## Schriften
- Bekenntnis und Kircheneinheit bei den jungen Kirchen. Lettner, Berlin 1952.
- Die Einheit des Bundes. Das Verhältnis von Altem und Neuem Testament bei Calvin. Buchhandlung des Erziehungsvereins, Neukirchen 1958.
- Die Rolle der Christen und der Kirchen in der Welt der Technologie und der sozialen Entwicklung, in: Una Sancta 25 (1970) 48-65.